# Fulminate de mercure(II)
Le fulminate de mercure(II) (ou di-fulminate de mercure), composé organomercuriel de formule générale Hg(CNO)2, est un explosif employé dans les amorces et les détonateurs. Il est très sensible aux chocs et frottements, donc dangereux à manipuler. C'est en outre un produit très toxique et écotoxique en raison du mercure qu'il contient sous forme de mercure(II), également très toxique.

## Description

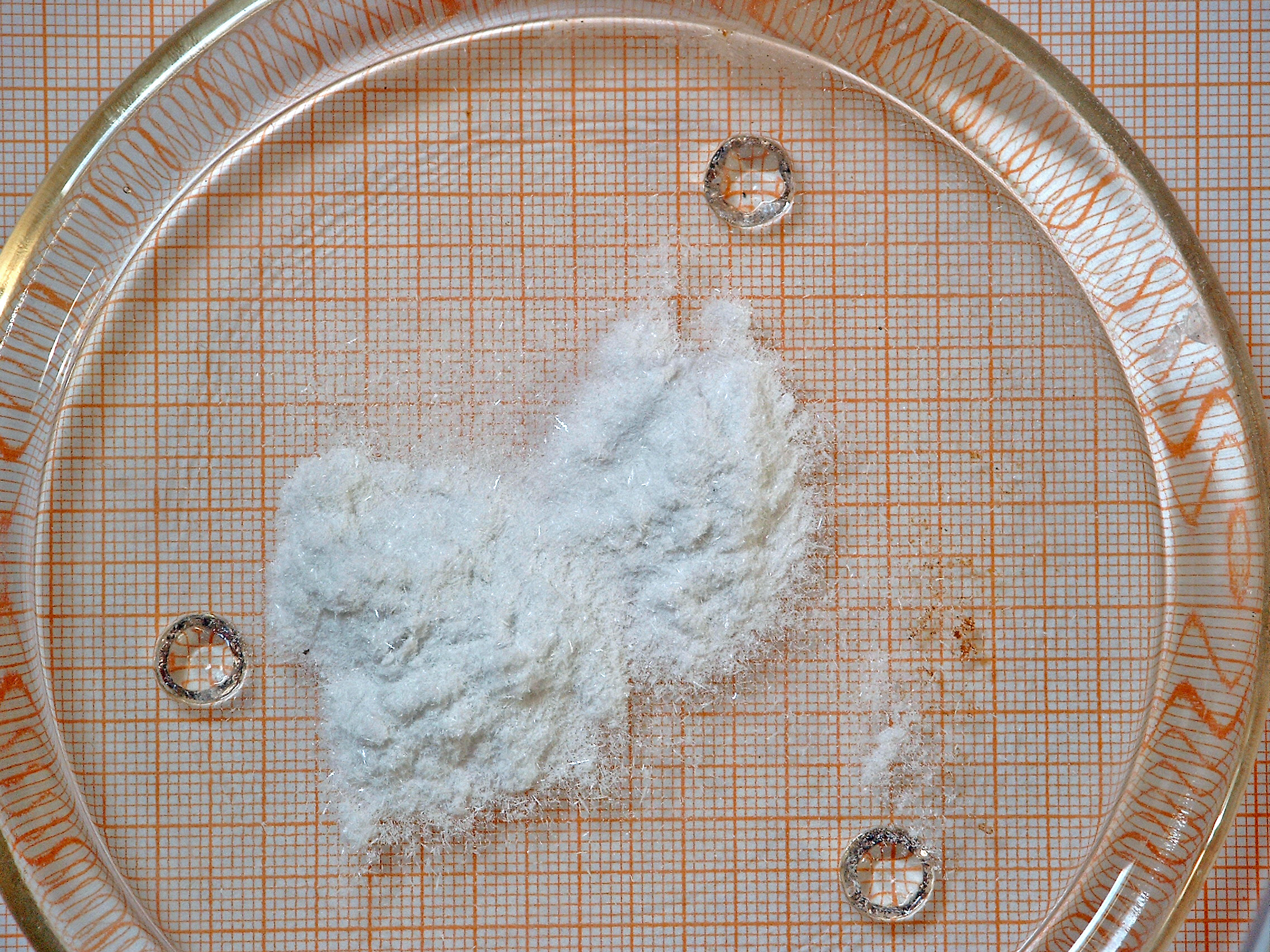
Fulminate de mercure purifié.

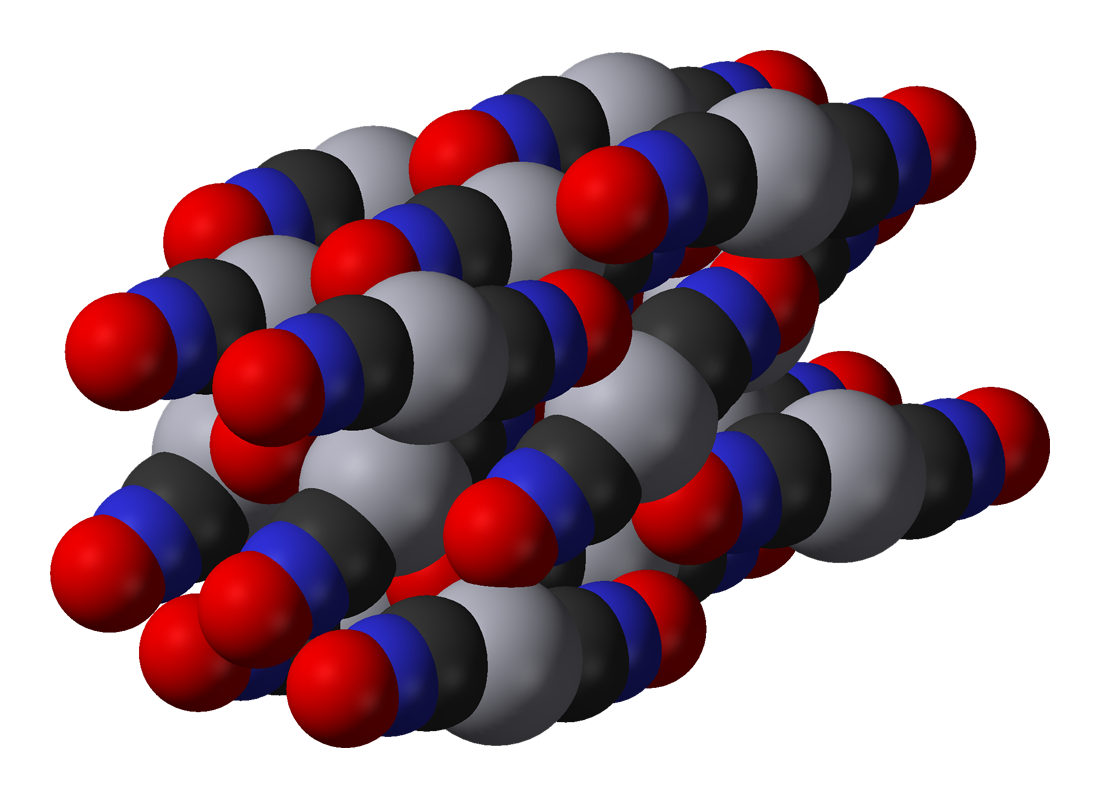
Cristal (représentation 3D).

Ce fulminate se présente sous la forme d'une poudre gris-blanchâtre insoluble dans l'eau.
Son anion a un isomère : le cyanate de mercure(II) qui, bien que de formule chimique identique, a un arrangement atomique et des propriétés différents.
La structure cristalline de ce composé n'a été déterminée qu'en 2007. Le fulminate de mercure cristallise dans le groupe d'espace Cmce avec a = 0,535 49(2) nm, b = 1,045 85(5) nm et c = 0,755 79(4) nm. Les distances et angles dans les molécules O-N≡C-Hg-C≡N-O sont Hg-C 202,9(6) pm, C≡N 114,3(8) pm, N-O 124,8(6) pm et C-Hg-C 180,0(1)°, Hg-C≡N 169,1(5)° et C≡N-O 179,7(6)°.

## Histoire
Ce composé est découvert par Berthollet en 1788. Un procédé de synthèse est mis au point par Edward Charles Howard en 1800 ; il consiste à reprendre dans l'éthanol (C2H5OH) une solution de nitrate mercurique [2(NO3)−, Hg2+] obtenue elle-même par l'action de l'acide nitrique sur le mercure.
D'abord testé et utilisé comme composant explosif, il a rapidement été utilisé comme explosif primaire de munitions, dans des capsules de cuivre ou de laiton dites « amorces », vers la fin des années 1830. Il a ainsi rapidement remplacé le silex comme moyen de déclencher l'ignition de la poudre noire utilisée dans les cartouches d'armes à feu à chargement par la bouche.
Soixante-dix ans plus tard, à la fin du XIXe siècle et dans la plupart des cas au XXe siècle, le fulminate de mercure a remplacé le chlorate de potassium dans les amorces des munitions pour fusil, pistolet et obus. Il présente un avantage important sur le chlorate de potassium : il n'est pas corrosif, mais tend à s'affaiblir ou à devenir instable avec le temps.
Jusqu'à la Seconde Guerre mondiale, pratiquement toutes les amorces de cartouches de fusils, de carabines et de revolvers et autres munitions à percussion (dont obus) étaient à base de fulminate de mercure.
En raison de son danger,, et de sa toxicité due aux ions mercure, il est peu à peu remplacé par des composés également toxiques, mais moins fortement et plus faciles à fabriquer en temps de guerre :
- l'azoture de plomb, PbN6 ;
- le styphnate de plomb (trinitrorésorcinate) C6HN3O8Pb ;
- les dérivés du tétrazène, dont le tétrazène explosif.

## Synthèse
Sa synthèse se fait par ajout d'acide nitrique sur du mercure :
Hg + 4 HNO3 → Hg(NO3)2 + 2 NO2 + 2 H2O.
Après dissolution complète du métal, la solution de nitrate mercurique obtenue est mélangée avec de l'éthanol :
Hg(NO3)2 + CH3-CH2-OH → −O-N+≡C-Hg-C≡N+-O− + 3 H2O + O2.
La solution nitrate mercurique/éthanol réagit après quelques instants et bout (réaction exothermique).
Le fulminate se dépose au fond du récipient de la réaction.

## Toxicologie, écotoxicologie
Comme tous les composés mercuriels, le fulminate de mercure est toxique, par inhalation et ingestion.
À la suite d'un contact avec la peau, le fulminate de mercure peut aussi induire :
- une dermite avec un éventuel érythème ;
- un prurit ;
- des réactions pustuleuses ;
- un ulcère de la peau.

Après ignition ou explosion, il libère de la vapeur de mercure, également toxique, qui franchit facilement la barrière pulmonaire si elle est inhalée.

## Dans la fiction
- Dans Bluff, le sixième épisode de la première saison du feuilleton dramatique Breaking Bad, le chimiste Walter White utilise le fulminate de mercure comme un explosif sensible aux chocs (« c'est un petit truc de chimie basique »), pour intimider Tuco Salamanca. Cette scène n'est cependant pas réaliste, le choc au sol n'étant pas assez puissant pour déclencher l'explosion, la quantité est trop faible pour briser les fenêtres et Walter ne pouvait pas sortir indemne de l'explosion, comme le démontre un épisode de MythBusters sur le sujet (Saison 12, épisode 10 spécial Breaking Bad). Cependant, Le fulminate de mercure pour les démonstrations était sous forme de poudre, la forme en cristal est possible, mais on ignore jusqu'à quel point elle change la réaction du composant.[pas clair].
- Dans Les Canons de Navarone.
- Dans Sekiro: Shadows Die Twice, le fulminate de mercure est un composant d'amélioration de la prothèse shinobi.